# Henschel Typ Gelsenkirchen
Die normalspurigen Tenderlokomotiven Henschel Typ Gelsenkirchen waren laufachslose Dampflokomotiven für den Güterzugbetrieb auf Werksbahnen. Sie wurden bei Henschel ab 1934 gebaut. Die Lokomotiven waren bei der Gelsenkirchener Bergwerks-AG im Einsatz. Sie standen bis 1973 in Betrieb und wurden dann ausgemustert sowie verschrottet.
Nach dem Ausbruch des Zweiten Weltkrieges wurden sie als Kriegsdampflokomotive unter der Bezeichnung KDL 5 bei der Compagnie des forges et aciéries de la Marine et d’Homécourt in Saint-Chamond weitergebaut.
Nach Ende des Zweiten Weltkrieges wurde die Konstruktion als Reihe E 800 weiterentwickelt.

## Geschichte

### Typ Gelsenkirchen
In einigen Regionen im Ruhrgebiet bestand bei der Kohleförderung Bedarf an Lokomotiven für den schweren Verschiebe- und Übergabedienst. So entstand bei Henschel diese Lokomotive für die Gelsenkirchener Bergwerks-AG. 1934 wurde die erste Lokomotive geliefert, bis 1937 wurden vier weitere gefertigt. Sie trugen bei der GBAG die Bezeichnungen E2, E3, E4, E5 und E10. Diese waren bis Ende der 1960er Jahre im Einsatz und wurden 1965 bis 1969 ausgemustert.

### Typ KDL 5
Mit vielen Vereinfachungen wurde die Loktype nach Beginn des Zweiten Weltkrieges bei der  Compagnie des forges et aciéries de la Marine et d’Homécourt in Saint-Chamond weitergebaut. Es ist bekannt, dass eine Lokomotive bei der Harpener Bergbau AG lief und dort die Nummer XVIII trug. Die Lokomotive war bis Anfang der 1970er Jahre im Einsatz.

## Konstruktion

### Typ Gelsenkirchen
Die Zweizylinderlokomotiven für Nassdampf waren mit einem Blechrahmen ausgerüstet, die Wasservorräte waren ausschließlich in den seitlichen Kästen untergebracht.
Der Kessel ermöglichte mit seiner Verdampfungsheizfläche von 200 m² die Leistung von 800 PS. Die Lokomotiven besaßen zwei Sandbehälter, einen Dampfdom und einen Krempenschornstein. Die Sicherheitsventile waren vor der Führerhausvorderwand angeordnet und besaßen eine Blechverkleidung. Die Sandkästen besandeten mittels Druckluft die mittlere Treibachse von vorn und hinten sowie die in Fahrtrichtung jeweils führende Achse von vorn.
Die Lokomotiven besaßen eine elektrische Beleuchtung mit einem Turbogenerator, ein Druckluftläutewerk sowie die Indirekte Bremse von Knorr.

### Typ KDL 5
Wie bei allen Kriegsdampflokomotiven wurde der Aufbau der KDL 5 radikal vereinfacht. Sei besitzen nur einen Sanddom. Bei der Fertigung wurden die Anzahl der Einzelteile, das Materialeinsatzgewicht und der Anteil an Buntmetall drastisch reduziert. Die Stangen wurden als Schweißkonstruktion hergestellt und die Stärke der Radreifen verringert.
Der Kessel wurde auf einen Dampfdruck von 14 bar angehoben.